# Уайатт, Эндрю
Эндрю Уайатт Блэкмор (англ. Andrew Wyatt Blakemore) — американский музыкант, автор песен и продюсер. Автор нескольких хитов, таких как «Shallow», «Grenade», «When I Was Your Man», «Dreams» и «Perfect Places». Лауреат Грэмми, Оскара и Золотого глобуса.

## Биография
Родился в Нью-Йорке, в 1980-е годы вырос в Манхэттене. Имя при рождении Andrew Wyatt Blakemore.
Играл в нью-йоркских группах The A.M. и Black Beetle. В настоящее время вокалист шведской электронной поп-группы Miike Snow.
Работал (писал песни и продюсировал синглы и альбомы) вместе с такими музыкантами, как Лиам Галлахер, Леди Гага, Лорд, Бруно Марс и другие.

## Дискография

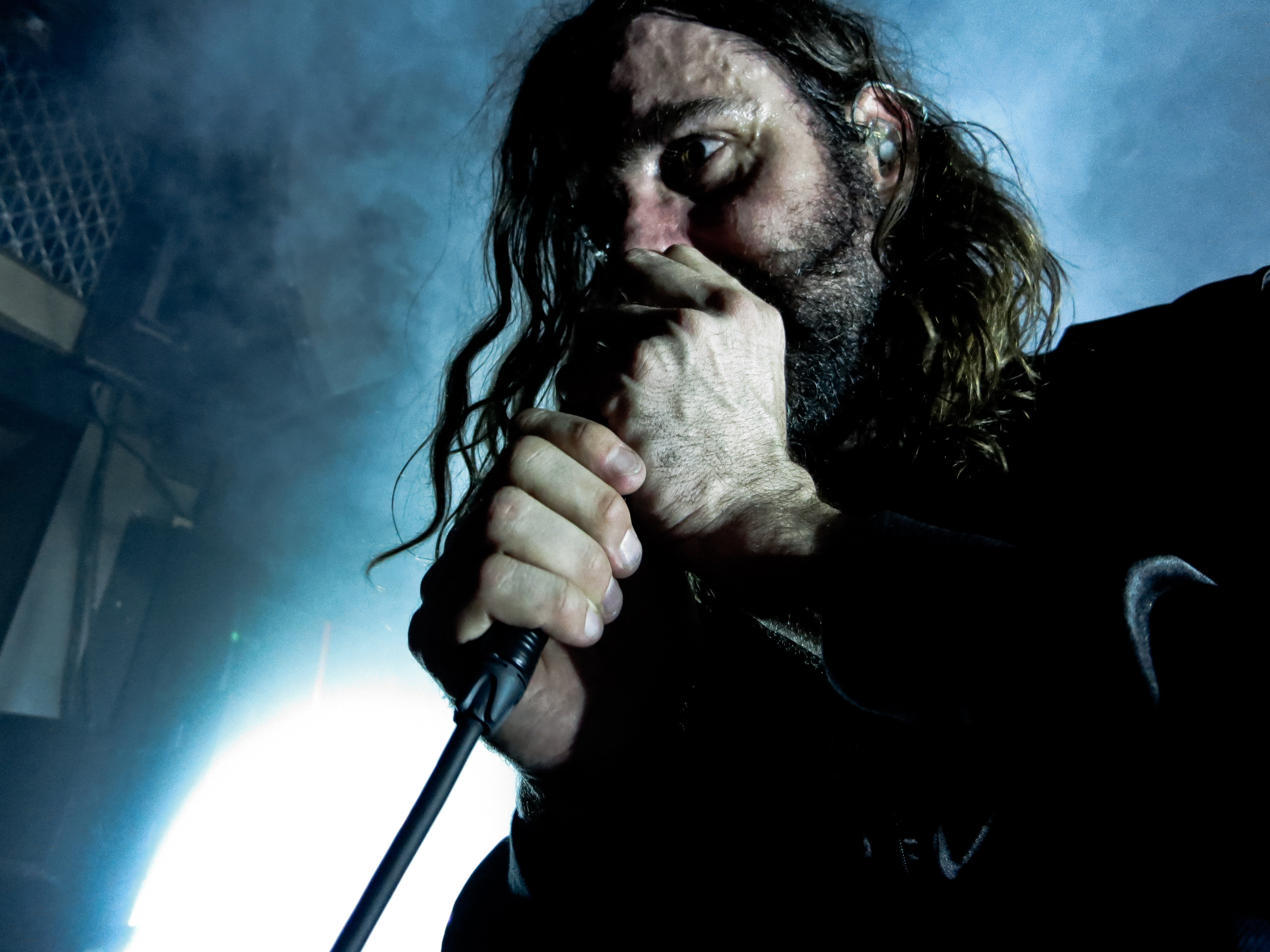
Выступление вместе с Miike Snow, New York City, 20 марта 2012

Дискография Эндрю Уайатта включает, в том числе, следующие релизы:
Студийные альбомы
- 2004: The A.M.
- 2009: Miike Snow
- 2012: Happy to You
- 2013: Descender
- 2016: iii

## Награды и номинации
| Год  | Награда                                     | Категория                          | Работа    | Результат | Ссылки |
| ---- | ------------------------------------------- | ---------------------------------- | --------- | --------- | ------ |
| 2012 | Grammy Awards                               | Song of the Year                   | «Grenade» | Номинация | [ 10 ] |
| 2018 | Hollywood Music in Media Awards             | Best Original Song — Feature Film  | «Shallow» | Победа    | [ 11 ] |
| 2019 | Academy Awards                              | Best Original Song                 | «Shallow» | Победа    | [ 2 ]  |
| 2019 | Capri Hollywood International Film Festival | Best Original Song                 | «Shallow» | Победа    | [ 12 ] |
| 2019 | Critics' Choice Movie Awards                | Best Song                          | «Shallow» | Победа    | [ 13 ] |
| 2019 | Georgia Film Critics Association            | Best Original Song                 | «Shallow» | Победа    | [ 14 ] |
| 2019 | Golden Globe Awards                         | Best Original Song                 | «Shallow» | Победа    | [ 15 ] |
| 2019 | Grammy Awards                               | Song of the Year                   | «Shallow» | Номинация | [ 1 ]  |
| 2019 | Grammy Awards                               | Best Song Written for Visual Media | «Shallow» | Победа    | [ 1 ]  |
| 2019 | Houston Film Critics Society                | Best Original Song                 | «Shallow» | Победа    | [ 16 ] |
| 2019 | Satellite Awards                            | Best Original Song                 | «Shallow» | Победа    | [ 17 ] |